# Jodhpur (Rajasthan)

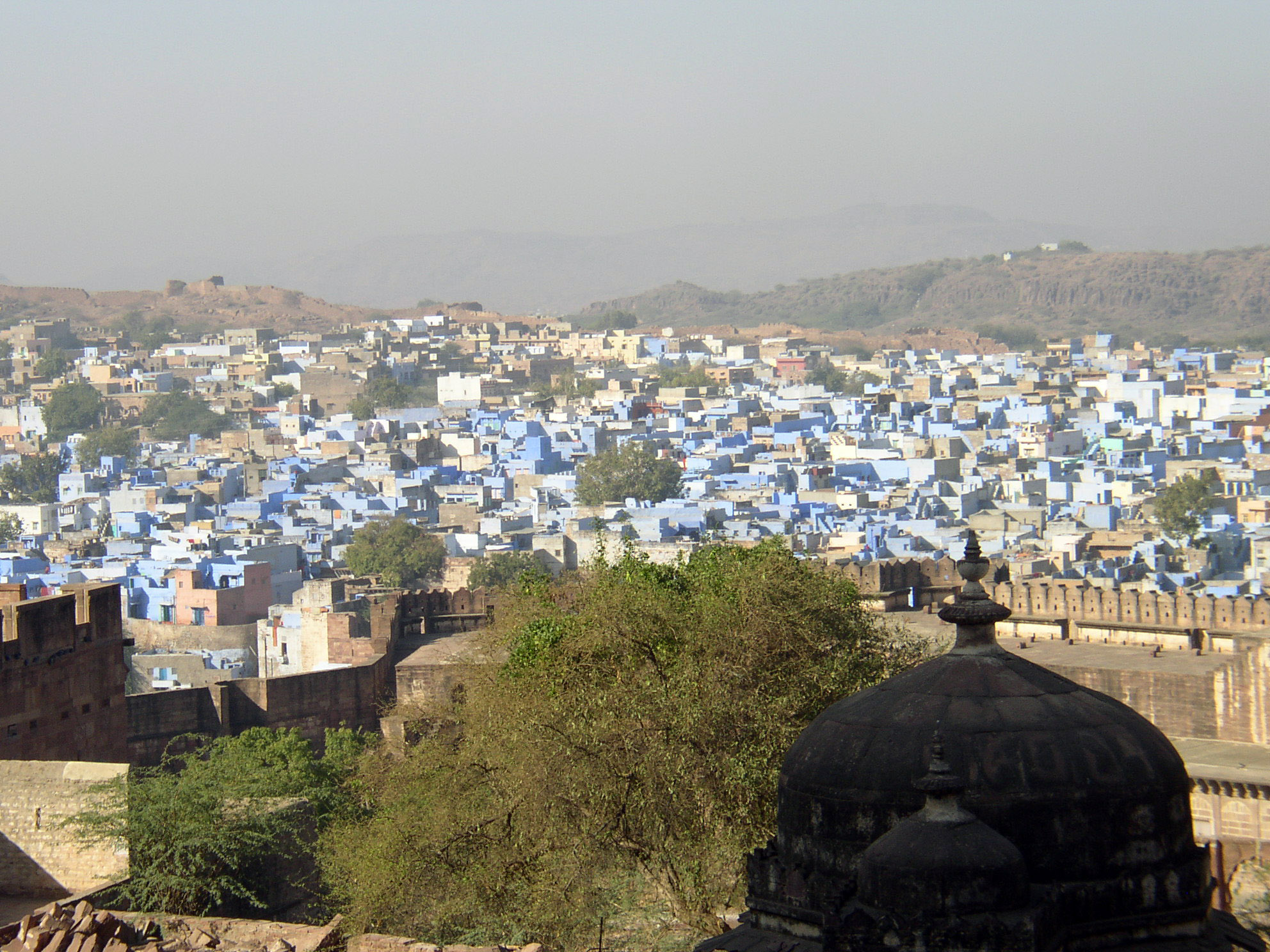
Jodhpur gezien vanaf het Mehrangarh Fort. De blauwe kleur van de muren in de stad is duidelijk te zien.

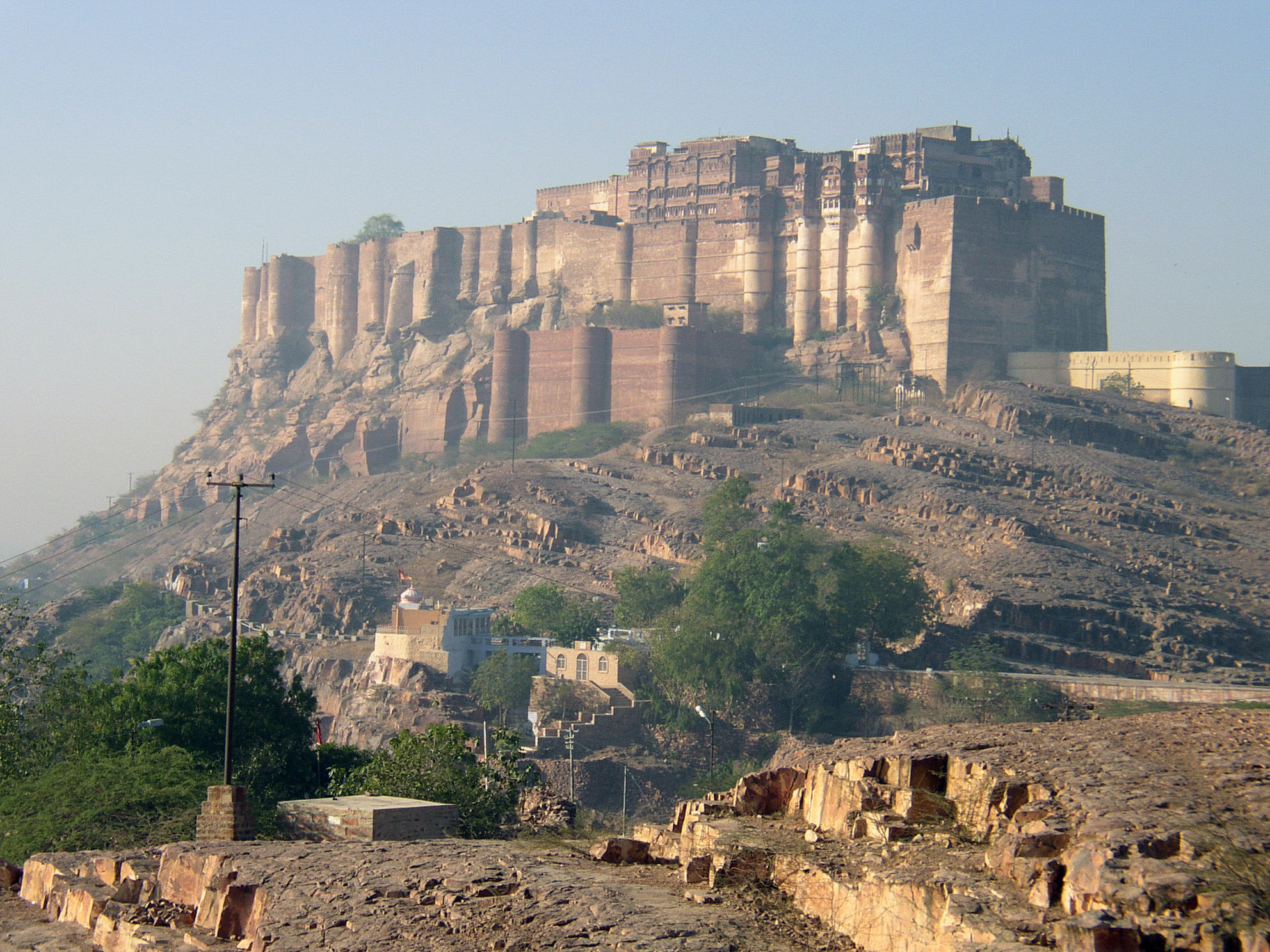
Het Mehrangarh fort steekt boven de stad uit. Dit zeer grote en massieve fort aan een belangrijke handelsroute was de reden van de opkomst van Jodhpur in de 15e en 16e eeuw en van de macht van de maharadja's van Jodhpur.

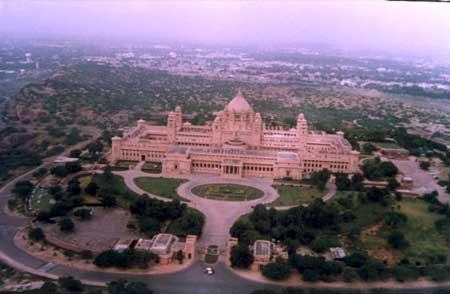
Het Umaid Bhawan-paleis vanuit de lucht

Jodhpur uitspraakⓘ (rajasthani, hindi: जोधपुर) is een stad in het noordwesten van India, die centraal in de deelstaat Rajasthan ligt.
Vroeger was het de hoofdstad van een vorstenstaat met dezelfde naam. Tegenwoordig is Jodhpur om de paleizen, forten, tempels en het omringende woestijnlandschap een populaire toeristische trekpleister. De stad heeft de bijnamen 'blauwe stad' vanwege de indigokleurige muren van de huizen in de oude binnenstad en 'sunny city' om het woestijnklimaat. De oude binnenstad is volledig omringd door een stadsmuur uit de 16e eeuw.

## Geschiedenis
Jodhpur werd in 1459 door Rao Jodha gesticht, de Rajput leider van de Rathorestam. Rao Jodha breidde zijn macht uit over het omringende gebied en was daarmee de grondlegger van de vorstenstaat Marwar, vaak naar de stad Jodhpur genoemd. Rao Jodha regeerde zijn gebied eerst vanuit het nabij gelegen Mandore, maar Jodhpur nam de functie van hoofdstad al snel over. De stad lag strategisch gunstig aan de belangrijke weg van Delhi naar Gujarat. Daardoor groeide Jodhpur uit tot een handelscentrum voor opium, koper, zijde, sandelhout, dadels en koffie.
Al snel werd Marwar een vazalstaat van het Mogolrijk, waarbij de maharadja van Jodhpur belasting aan de Mogolkeizer betaalde en daarvoor terug een bepaalde mate van autonomie mocht houden. Een aantal bekende generaals uit het Mogolrijk waren afkomstig uit Jodhpur, zoals maharaja Jaswant Singh, 1629-1678. De opname in het Mogolrijk zorgde voor nieuwe invloeden van buiten op kunst en architectuur en deed de handel verder opbloeien.
Keizer Aurangzeb ontnam Jodhpur rond 1679 kort zijn autonomie maar de maharadja werd in ere hersteld na Aurangzebs dood in 1707. In plaats van te profiteren van de langzame neergang van de macht van de mogolkeizers in de 18e eeuw, waren de maharadja's voornamelijk bezig met intrige en interne conflicten. Jodhpur kon weinig weerstand bieden tegen de Maratha's, die de Mogols in Rajasthan vervingen als machthebbers. Over het algemeen werden de Maratha's als bezetters ervaren en er was veel weerstand, wat tot een periode van onrust en opstanden leidde. In 1818 wist Jodhpur de Marathabezetter van zich af te schudden door een verdrag met de Britse Oost-Indische Compagnie te sluiten, waarbij het de facto een Engels protectoraat werd.
De Engelse koloniale overheersers zorgden voor een nieuwe periode van vrede, waardoor het gebied economisch weer opbloeide. De handelaren uit Jodhpur, de Marwari's, genoten bekendheid over het hele Indische subcontinent. In 1947, toen India onafhankelijk werd, werd Jodhpur in de deelstaat Rajasthan ingedeeld.

## Economie
De handnijverheid is tegenwoordig de belangrijkste industriële sector van de stad. De export van meubels zou volgens sommige schattingen rond de € 170 miljoen bedragen, ongeveer 200.000 mensen vinden direct of indirect werk in deze industrie. Andere producten uit Jodhpur zijn textiel, metalen onderdelen, fietsen, inkt en sportassessoires. Kleine bedrijfjes produceren uiteenlopende producten zoals glazen bangles: traditionele sieraden van Rajasthaanse vrouwen, bestek, tapijten en marmeren beeldjes.
Na de handnijverheid is het toerisme de belangrijkste sector.
De landbouw in de regio rond Jodhpur levert onder andere tarwe en de in India bekende Mathania pepers. De mijnbouw levert gips en zout. De stad is een regionaal handelscentrum in wol en landbouwproducten.
Vanwege de nabijheid van Pakistan hebben het Indiase leger, de luchtmacht en de grensbewakingsdienst allen een trainingscentrum in de stad. Deze militaire aanwezigheid blijkt bijvoorbeeld uit de grote aantallen overvliegende straaljagers.

## Gebouwen en monumenten
fort Mehrangarh
Het fort ligt aan de rand van de oude stad op een heuvel. Het is een van de bekendste en grootste vestingwerken in India. De bouw begon onder Rao Jodha, de stichter van Jodhpur, rond 1459. Het grootste gedeelte van het fort dateert echter uit de tijd van maharadja Jaswant Singh. De muren zijn tot 36 m hoog en 21 m breed.
Umaid Bhawan-paleis
Het Umaid Bhawan-paleis is een van India's bekendste paleizen, hoewel het niet erg oud is. De bouw van dit paleis, bestemd voor maharadja Umaid Singh, begon in 1929. Het project was vooral bedoeld om duizenden mensen aan werk te helpen tijdens een periode van droogte. Het gebouw bevat meer dan 90.000 m3 marmer. Ook werd lokale zandsteen, zogenaamde Chittar zandsteen, gebruikt. Om die reden heeft het paleis onder de lokale bevolking de bijnaam Chitra paleis. De architectuur van het paleis is een typisch voorbeeld van de Indo-Sarceense stijl. Tegenwoordig biedt het paleis ruimte aan een museum, een hotel en woonruimte voor de koninklijke familie van Jodhpur.
Jaswant Thada
Het Jaswant Thada is een monument van wit marmer, gebouwd in 1899 ter nagedachtenis aan maharadja Jaswant Singh II. De urn van de maharadja wordt in het monument bewaard.
tempel van Osiyan
De tempel van Osiyan is een oude Jaintempel in het dorp Osiyan, ongeveer 60 km buiten Jodhpur. De tempel bestaat uit een aantal verschillende delen, ieder in een andere periode gebouwd met een voor de tijd karakteristieke bouwstijl.

## Blauwe stad
Een aantal steden in Rajasthan heeft een specifieke kleur waarmee ze zich associëren. Zo wordt Jaipur de roze stad genoemd, Jaisalmer de gouden stad en Jodhpur de blauwe stad. De bijnaam van Jodhpur komt van de kleur van de muren van huizen in de oude binnenstad. Traditioneel betekende een blauwe kleur van een huis dat de bewoners tot de kaste van de Brahmanen behoren, maar tegenwoordig hebben ook andere bewoners hun huizen blauw geschilderd. Behalve dat het sterke contrast met het stoffige woestijnlandschap rond de stad toeristen trekt, wordt gedacht dat blauw muggen tegenhoudt.

## Geboren
- Komal Kothari 1929-2004, onderzoeker in folklore en etnomusicologie
- Dalveer Bhandari 1947, rechter
- Chitrangada Singh 1976, actrice

## Verwijzingen
- (en)  Ministerie van toerisme over Rajasthan
- (en)  Jodhpur

1. ↑  (en)  Jodhpur City Census 2011 data. Gearchiveerd op 4 juni 2023.